# قلعه ریزه سینقان
قلعه زیره سینقان مربوط به دوران‌های تاریخی پس از اسلام است و در شهرستان دلیجان، بخش مرکزی، روستای سینقان واقع شده و این اثر در تاریخ ۱۰ دی ۱۳۸۱ با شمارهٔ ثبت ۶۹۷۰ به‌عنوان یکی از آثار ملی ایران به ثبت رسیده است.